# Geophis godmani
Geophis godmani är en ormart som beskrevs av Boulenger 1894. Geophis godmani ingår i släktet Geophis och familjen snokar. Inga underarter finns listade i Catalogue of Life.
Arten förekommer med två från varandra skilda populationer i Costa Rica och norra Panama. Den lever i bergstrakter mellan 1000 och 2100 meter över havet. Individerna vistas i och nära fuktiga bergsskogar. De hittas ofta på skogsgläntor under stenar eller under träbitar som ligger på marken. Honor lägger ägg.
För beståndet är inga hot kända och populationen anses vara stabil. IUCN listar arten som livskraftig (LC).